# Charles-Maurice de Talleyrand-Périgord
Charles Maurice de Talleyrand-Périgord (født 2. februar 1754, død 17. maj 1838) var en fransk diplomat, der arbejdede for såvel Ludvig 16., Napoleon 1., Ludvig 18. som Ludvig-Filip. Han er især kendt som udenrigsminister og en nær rådgiver for Napoleon 1.
Talleyrand blev den første valgte franske premierminister (regeringsleder).

## Liv
Talleyrands forældre overlod ham efter eget udsagn til en barnepige, der lod ham falde ned fra et skab, så han brækkede en knogle i en fod, der aldrig blev lægt. De eneste karrierer, der ansås passende for mænd af hans stand, var i hæren eller ved hoffet. Som halt var Talleyrand hverken stridslysten eller i stand til at danse, så han blev præst. Han aflagde teologiske eksamen ved Sorbonne, men følte tilsyneladende dyb modvilje mod Den katolske kirke. Det lå i hans natur at stille spørgsmål, ikke mindst om autoriteter, så han blev en flittig samler af værker af oplysningstidens filosoffer, samt af pornografi, hovedsageligt om præsters og nonners forbindelser.
Talleyrand blev i 1788 biskop af Autun og tilsluttede sig den franske nationalforsamling i 1789 som medlem af tredjestanden. Fra 26. august bidrog han til erklæringen om menneskerettighederne.
I 1791 aflagde han som den første gejstlige ed til den nye forfatning og blev bandlyst af pave Pius 6. og afsat som biskop. Under Terrorregimet opholdt Talleyrand sig først i Storbritannien, siden i Amerika. Han vendte tilbage og var udenrigsminister fra 1797 til 1807, idet han aktivt støttede Napoleon ved statskuppet i 1799. Udenrigspolitisk afviste han imidlertid Napoleons erobringspolitik. Napoleon betegnede ham som de la boue dans un bas de soie, pløre i en silkestrømpe.
Efter sin afsked som udenrigsminister samlede han ivrigt allierede for at hjælpe Frankrigs kongehus Bourbon med at genvinde magten. Efter Napoleons første fald i 1814 blev han af kong Ludvig 18. atter udnævnt til udenrigsminister.
Under Wienerkongressen repræsenterede han ihærdigt Frankrigs interesser og undertegnede den milde Paris-fred 30. maj 1814 samt slutakterne fra 9. juni 1815. Fra 1830 til 1834 var han ambassadør i London. P.A. Heiberg kom i hans (og Napoleons) tjeneste og kan fortælle om hans venlige væsen.
Talleyrands mål var altid en europæisk balance stormagterne indbyrdes, herunder en stormagtsstilling for Frankrig. Han ligger begravet ved sit slot i Valençay.